# 迈通
迈通（Maithon），是印度贾坎德邦丹巴德县的一个城镇。总人口19728（2001年）。

## 人口
该地2001年总人口19728人，其中男性10520人，女性9208人；0—6岁人口2170人，其中男1111人，女1059人；识字率74.13%，其中男性为80.67%，女性为66.65%。